# كليبر تشالا
كليبر تشالا (مواليد 29 يونيو 1971) هو لاعب كرة قدم. يلعب مع منتخب الإكوادور لكرة القدم. سبق له أن لعب في كأس العالم لكرة القدم مع منتخب بلاده.

## مسيرته الكروية
لعب كليبر تشالا خلال مسيرته الاحترافية مع 4 أندية في واحد وعشرون موسمًا وسجل خلالها 111 هدف ضمن 500 مباراة. ولم يفز بأي موسم بالكأس وفاز في أربعة مواسم بالدوري.
خاض كليبر تشالا مسيرته مع نادي ديبورتيفو إل ناسيونال في موسم 1990 في المرة الأولى ليلعب معه ثمانية مواسم ثم في موسم 2002 ليلعب معه ستة مواسم ثم في موسم 2005 ليلعب معه أربعة مواسم، مشاركًا طوالها في 457 مباراة سجل خلالها 102 هدف. ثم انتقل إلى نادي ساوثهامبتون في موسم 2001–02 لمدة موسم واحد، حيث لم يشارك في أي مباراة ولم يسجل أي هدف. لينتقل بعدها إلى Club Deportivo Universidad de San Martín de Porres ‏ ما بين عامي 2004 و2005 لمدة موسم واحد، مشاركًا في 15 مباراة سجل خلالها هدفين.

## روابط خارجية
- كليبر تشالا على موقع الاتحاد الدولي (مؤرشف)  (الإنجليزية)
- كليبر تشالا على موقع قاعدة بيانات كرة القدم.إي يو (الإنجليزية)
- كليبر تشالا على موقع ناشيونال فوتبول تيمز (الإنجليزية)
- كليبر تشالا على موقع Soccerway.com (الإنجليزية)